# Basílica de María Santísima del Soccorso
La Basílica de María Santissima del Soccorso o iglesia madre o matriz es el principal lugar de culto católico ubicado en la Piazza Don Minzoni en Sciacca.

## Historia

### Era bizantina
Templo dedicado a San Pedro, iglesia de San Pietro in Castro, primitivo lugar de culto con funciones de iglesia matriz situada dentro de los muros del antiguo castillo.

### Era normanda
Fundada en 1108 por Julieta la Normanda, hija del Conde Ruggero en el centro del antiguo barrio de Ruccera . Señora de Sciacca de 1100 a 1136, encarna los acontecimientos personales con Roberto I de Bassavilla, relación opuesta por su padre, con los del pecador penitente, al que quiso dedicar el mayor templo entre los patrocinados y construidos en el Señorío. de Sciacca. Otra versión atribuye la construcción al padre Ruggero d'Altavilla como voto de agradecimiento a la Virgen María bajo el título de la "Asunción". Era costumbre de los miembros de la familia Altavilla construir iglesias y catedrales en los lugares que fueron escenario de las más sangrientas batallas contra el invasor árabe, hecho que formó parte del largo proceso de recristianización de la isla.

El diseño de la construcción medieval se encargó a Isidoro Incisa. De la estructura original se conservan los ábsides orientados al este y los potentes arcos góticos del siglo XV.

### Era aragonesa
El templo sagrado también servía como centro social donde se discutían y definían las opciones político-administrativas del pueblo.
El 30 de junio de 1443 se celebró la solemne ordenación episcopal de Matteo de Gallo y Gimarra de la Orden de los Frailes Menores Conventuales de San Francisco de Asís, futuro beato de la Iglesia católica.

### Era española

#### Epidemias y acogimiento
Como ciudad costera y al igual que las dos capitales del Reino, Sciacca también sufrió las muertes derivadas de las diversas epidemias de peste. En momentos diferentes pero, coherentes con el contagio ocurrido en Palermo el 7 de junio de 1624 y la gran epidemia de 1630 que afectó a gran parte de la península, entre brotes continuos y el resurgimiento de otros inactivos, todo el territorio insular, ciudad de Sciacca incluida, no quedaron inmunes al flagelo.El 1 de febrero de 1626 toda la población promovió una peregrinación, llamada "Û vutu", desde la iglesia de Sant'Agostino hasta la iglesia matriz con el objetivo de implorar la liberación del contagio. Al día siguiente, un nutrido grupo de miembros de los gremios de marineros llevaron la estatua de la Virgen del Soccorso en peregrinación siguiendo el mismo itinerario. Una vez que llegaron a la zona de Piccola Maestranza, un rayo cayó del cielo y golpeó los pies de la Virgen. En ese preciso momento se liberó una humareda que se extendió por la ciudad y todos los habitantes de Sacce se recuperaron de la peste. A partir de esta fecha comenzó y se definió una de las tradiciones más sentidas de Sacce.

#### Reconstrucción y nueva dedicación
La iglesia tenía planta de cruz latina con tres grandes naves, arcos monumentales de estilo normando y columnas jónicas. El 15 de diciembre de 1656 se produjo el derrumbe de una esquina que afectó a la fachada. Tras un largo debate se llegó a una conclusión: la reconstrucción sobre los cimientos normandos manteniendo intactos los ábsides y los arcos góticos.
La reconstrucción del templo se llevó a cabo entre 1656 y 1686 según un diseño de Michele Blasco. A los trabajos de restauración siguió la dedicación a la Santísima Virgen María del Socorro, proclamada nueva patrona de Sciacca.

### Era contemporánea
- 1829, Aparatos decorativos y estucos, obras de Salvatore Gravanti. Frescos de Tommaso Rossi, hijo de Mariano Rossi .

En julio de 1991 el Papa Juan Pablo II elevó el templo a la dignidad de basílica menor.

## Fachada
La basílica se encuentra en una ligera pendiente, por lo que el camino para caminar está conectado con la carretera mediante un corto tramo de escaleras con acceso a un pequeño cementerio vallado con balaustradas con columnas típicas de ánfora. Fachada tripartita con nervaduras verticales en piedra formada por pilastras pareadas apoyadas sobre altos zócalos que delimitan las tres puertas de acceso. Con restauraciones recientes, las extensas partes de toba crean un delicado contraste cromático con las limitadas superficies enlucidas. Pilastras simples de sillería delimitan los muros con ventanas en los alzados norte y sur. Una cornisa con elaboradas molduras y marcos de hileras separa los dos órdenes. La perspectiva en la parte central está cerrada por un frontón incompleto que recuerda la arquitectura de primer orden, conectado a él por majestuosas volutas rizadas. Mismas volutas y contrafuertes de conexión a lo largo de toda la cubierta superior.
Fachada barroca con elementos renacentistas y un único campanario en el lado izquierdo. Columnas y capiteles jónicos se superponen a las pilastras internas de las nervaduras centrales de ambos órdenes, sustentando un tímpano de arcos superpuestos y quebrados que delimita la portada principal. La decoración de la fachada se completa con tres esculturas de Giandomenico y Antonino Gagini  creadas en 1541, respectivamente Santa María Magdalena, una estatua colocada entre los tímpanos arqueados de la entrada principal, San Pedro Apóstol y San Pablo Apóstol colocados en el interior. las hornacinas sobre el arco de tímpano de las entradas menores de la fachada. Las columnas de segundo orden delimitan un gran ventanal con vidrieras decoradas con volutas y rematado por un tímpano triangular. En el centro en la parte superior una cruz de hierro forjado.
La estatua que representa a San Calogero enriquece la entrada lateral derecha, caracterizada por tramos de escaleras, con la Fuente del Mascherone en Corso Vittorio Emanuele. Este último artefacto procede del conjunto de la iglesia de Santa Maria delle Giummare . La entrada del lado izquierdo del Vicolo Duomo está adornada con la estatua de San Giovanni Battista . Probablemente todas las estatuas formen parte de una ornamentada tribuna construida en el presbiterio, posteriormente desmantelada para posteriores renovaciones interiores.

## Interno

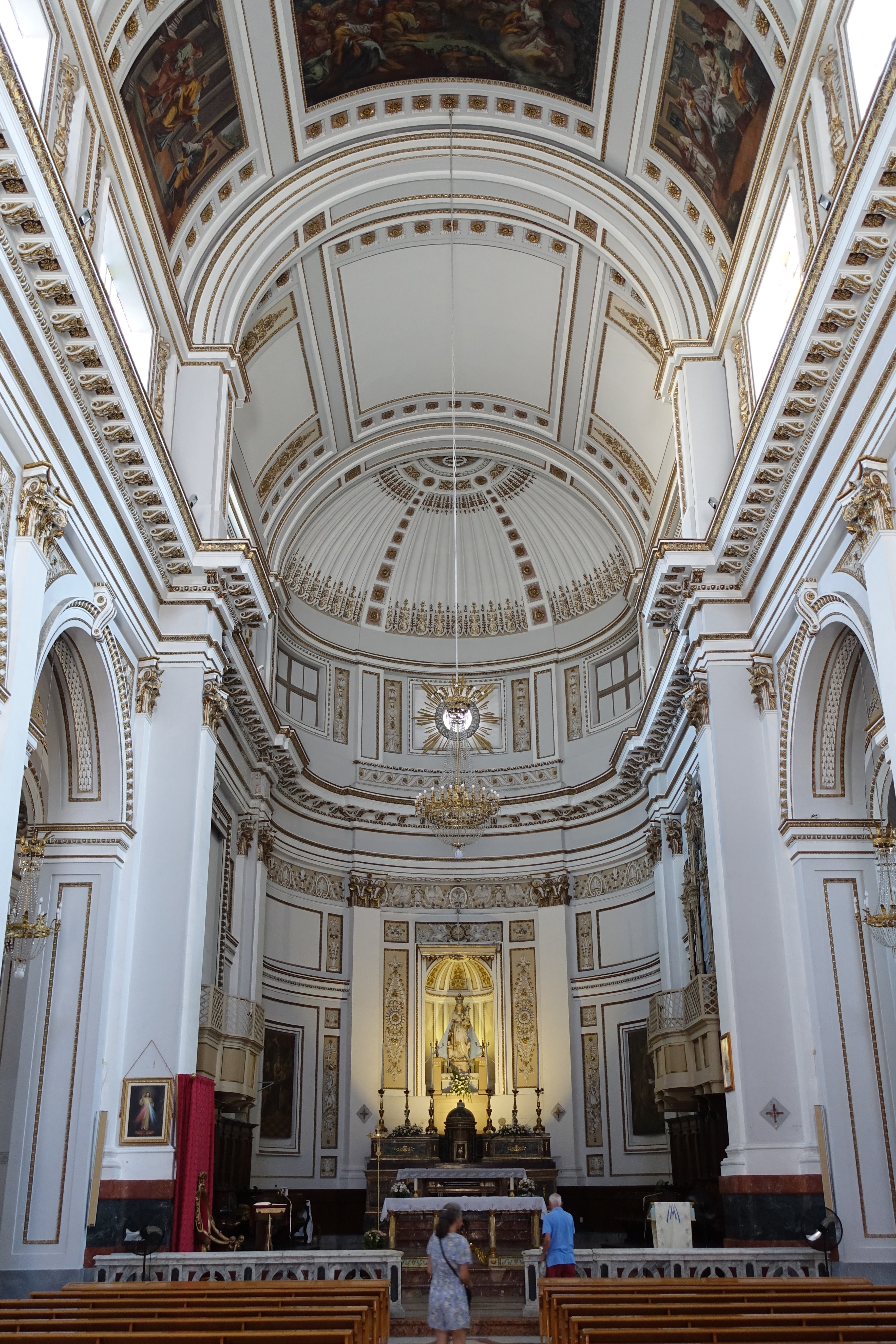

Con la remodelación del siglo XVII las columnas se transformaron en potentes pilares y los arcos apuntados se transformaron en arcos de medio punto . En el templo primitivo están documentadas 14 capillas y 23 altares. Hoy existen cuatro capillas por nave menor, dos en el crucero, dos ábsides, una capilla mayor.
El techo de la nave central está enteramente decorado al fresco con la representación del Trono de Dios y el atrio celestial, tema tomado del Apocalipsis ; a los lados, diez grandes pinturas que ilustran escenas de la vida de Santa María Magdalena, en el eje central mediano. Hay otros dos grandes cuadros: uno en la entrada y otro cerca del presbiterio que representan la Gloria de María y la Transfiguración respectivamente. Todo el ciclo pictórico es obra de Tommaso Rossi, hijo de Mariano Rossi, creado en 1829.

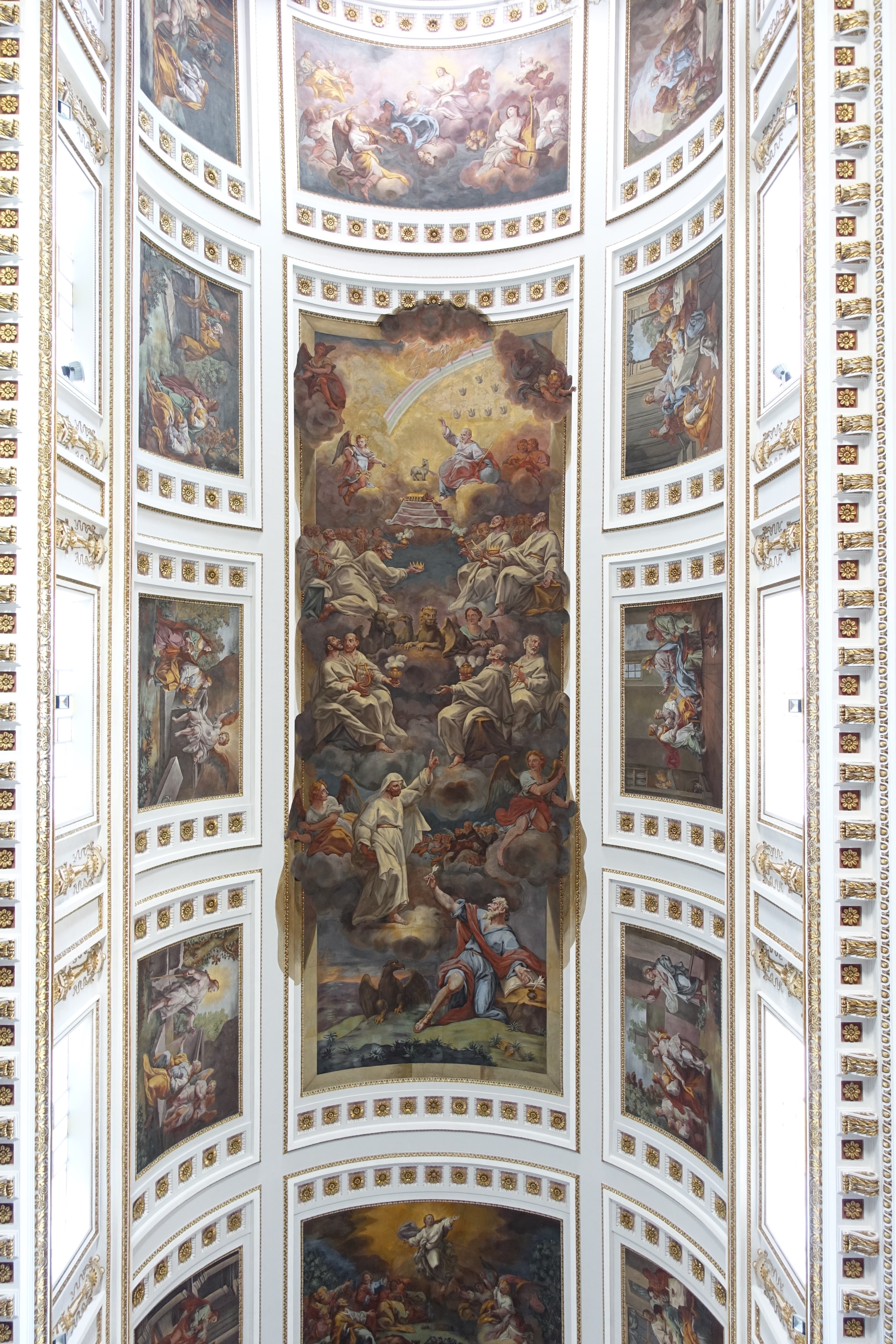
Techo

### nave derecha
- Primer tramo: Capilla de la Madonna delle Vittorie . En la sala se encuentra el sarcófago de Bartolomeo Tagliavia † 1551, artefacto atribuido a un discípulo del taller de Antonello Gagini, obra procedente de la primitiva Capilla de la Virgen de Monserrato . En la pared se encuentra el cuadro conocido como Madonna dei Raggi, nombre debido a los rayos de luz que irradian las manos del retratado, obra de un artista desconocido.
- Segunda crujía: Capilla de Santa María Magdalena . Sobre el altar hay una estatua de madera que representa a Santa María Magdalena penitente, en sustitución de un lienzo primitivo, obra de Francesco Lanzirotto titulado Santa María Magdalena con santos y beatos .
- Tercera bahía: entrada lateral sur. Sobre el pilar del lado del presbiterio se encuentra el púlpito de madera diseñado por Giuseppe Cannella en 1764, creador y autor del coro y de los confesionarios.
- Cuarto tramo: Capilla de San Calogero. Sobre el altar hay una estatua de madera que representa a San Calogero con el arquero y la cierva, obra atribuida a Nicolò Milanti de Trapani. En una hornacina se venera a Santa Teresa de Lisieux.
- Quinto tramo: Capilla de San Alfonso.

### nave izquierda

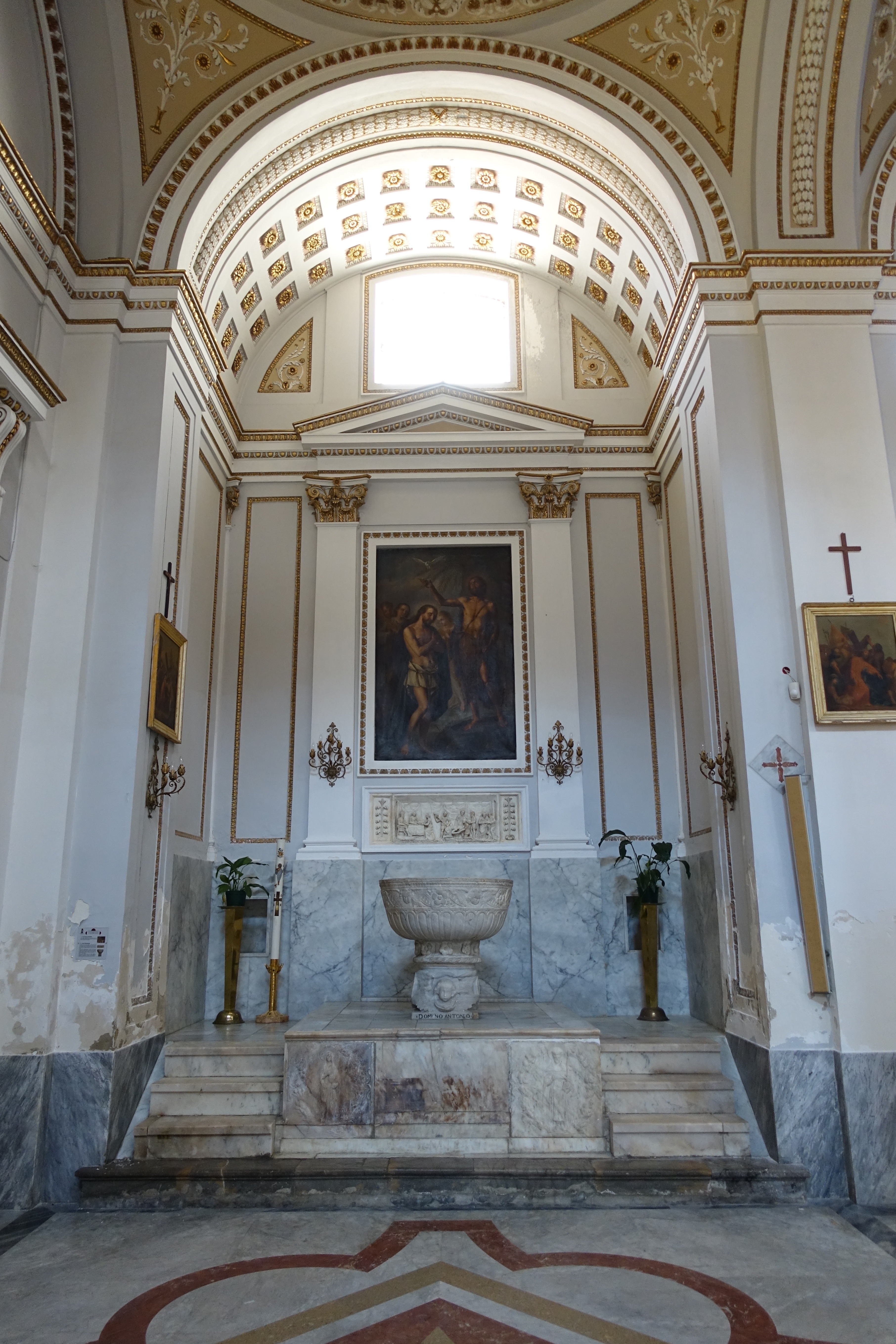
nave izquierda

- Primer tramo: Capilla de San Juan Bautista . En la sala se encuentra la pila bautismal de mármol de 1495, en la base podemos leer la fecha y el nombre del arcipreste Antonio De Piscibus, y del cliente patrón Andrea Burgio. Obra atribuida a un miembro del taller gaginiano . En la base del piso hay dos paneles que representan a la penitente Santa María Magdalena y a San Calagero con ropas basilianas, obras procedentes de la prisión de la ciudad. En la pared hay un relieve que representa la Decapitación de San Juan Bautista del siglo XVI, que forma parte de otra pila bautismal de la antigua iglesia de San Pietro in Castro. La pintura sobre lienzo que representa el bautismo de Jesús es obra de Francesco Lanzirotto.
- Segundo tramo: Capilla de la Virgen de Monserrato . En el altar hay una estatua que representa a la Virgen de Monserrato, obra atribuida a Domenico Gagini . A la izquierda, la Madonna delle Grazie o Madonna del Cardellino ; Ambas esculturas están documentadas en la antigua iglesia medieval.
- Tercer tramo: entrada lateral norte.
- Cuarto tramo: Capilla de Sant'Antonio di Padova . Sobre el altar hay una estatua de madera que representa a San Antonio de Padua . En la misma sala una hornacina alberga la estatua de San Pascual Baylón .
- Quinto tramo: Capilla del Sagrado Corazón de Jesús . Entorno con estatuas que representan el Sagrado Corazón de Jesús y San Vincenzo Ferreri .

### Crucero
- Brazo derecho: Capilla de la Madonna della Catena . En el altar hay una estatua de mármol que representa la Madonna della Catena de la antigua Capilla Maurici, obra de Bartolomeo Berrettaro de 1506.
- Brazo izquierdo: Capilla de San Giuseppe, antigua Capilla de San Pietro Apostolo. El Patriarca ya era venerado en la original Capilla Ferreri con una imagen que se perdió. La estatua actual procede de la Capilla de la Virgen de Monserrato.

### Ábsides
- Ábside derecho: Capilla del Santísimo Sacramento . Tabernáculo de mármol de 1538 realizado por los hermanos Giandomenico y Antonino Gagini que representa a San Pedro Apóstol y San Pablo Apóstol y las historias de la Pasión de Jesús.
- Ábside izquierdo: Capilla del Santo Crucifijo . Crucifijo de madera del siglo XVI.

### Altar mayor
En la hornacina del altar superior se encuentra la estatua de la Virgen del Soccorso de Giuliano Mancino y Bartolomeo Berrettaro,  obra con representaciones de Putto, Ángel y Demonio en el panel, encargada en 1503 y entregada en 1504 a los hermanos. de la iglesia de San Barnaba, templo que se levantaba cerca del área que ocupa la actual iglesia de Sant'Agostino. Debido a los fenómenos sísmicos, el objeto de mármol permaneció durante mucho tiempo en la iglesia del convento de la Orden de San Agostino. Por voluntad popular y la promulgación de leyes subversivas que preveían la supresión de las órdenes religiosas y el decomiso de bienes, la escultura fue transportada para ser guardada en la iglesia matriz y entronizada en el altar mayor.

Las grandes pinturas sobre lienzo que representan el Martirio de San Pedro Apóstol y la Sagrada Familia de Nazaret con sus progenitores Santa Ana y San Joaquín, y un rico aparato decorativo de estuco completan la gran capilla. A lo largo de las paredes laterales se encuentra el coro compuesto por 40 sillería, obra de Giuseppe Cannella y un taller de 1764, el mismo creador y autor del púlpito de madera y los confesionarios.

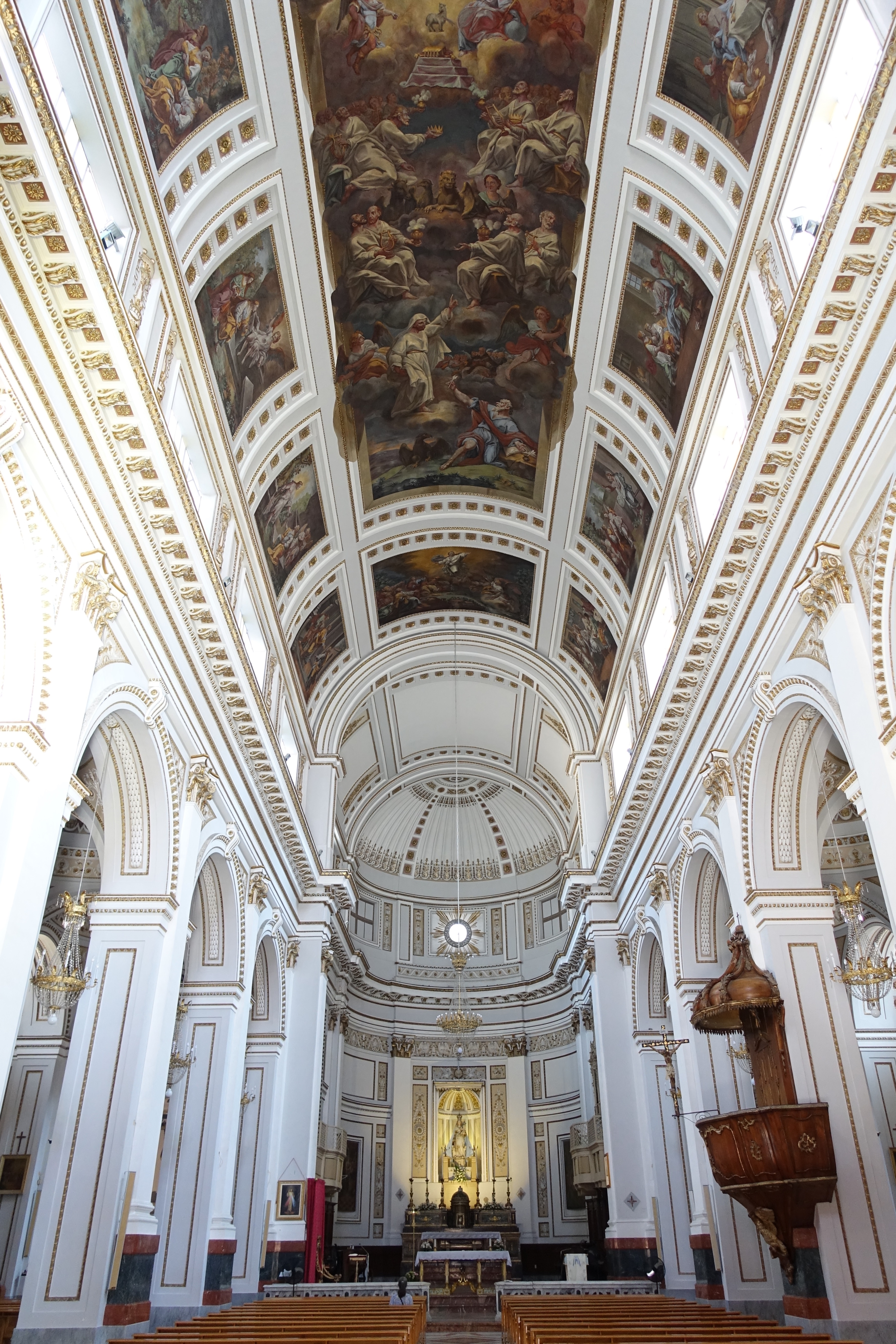
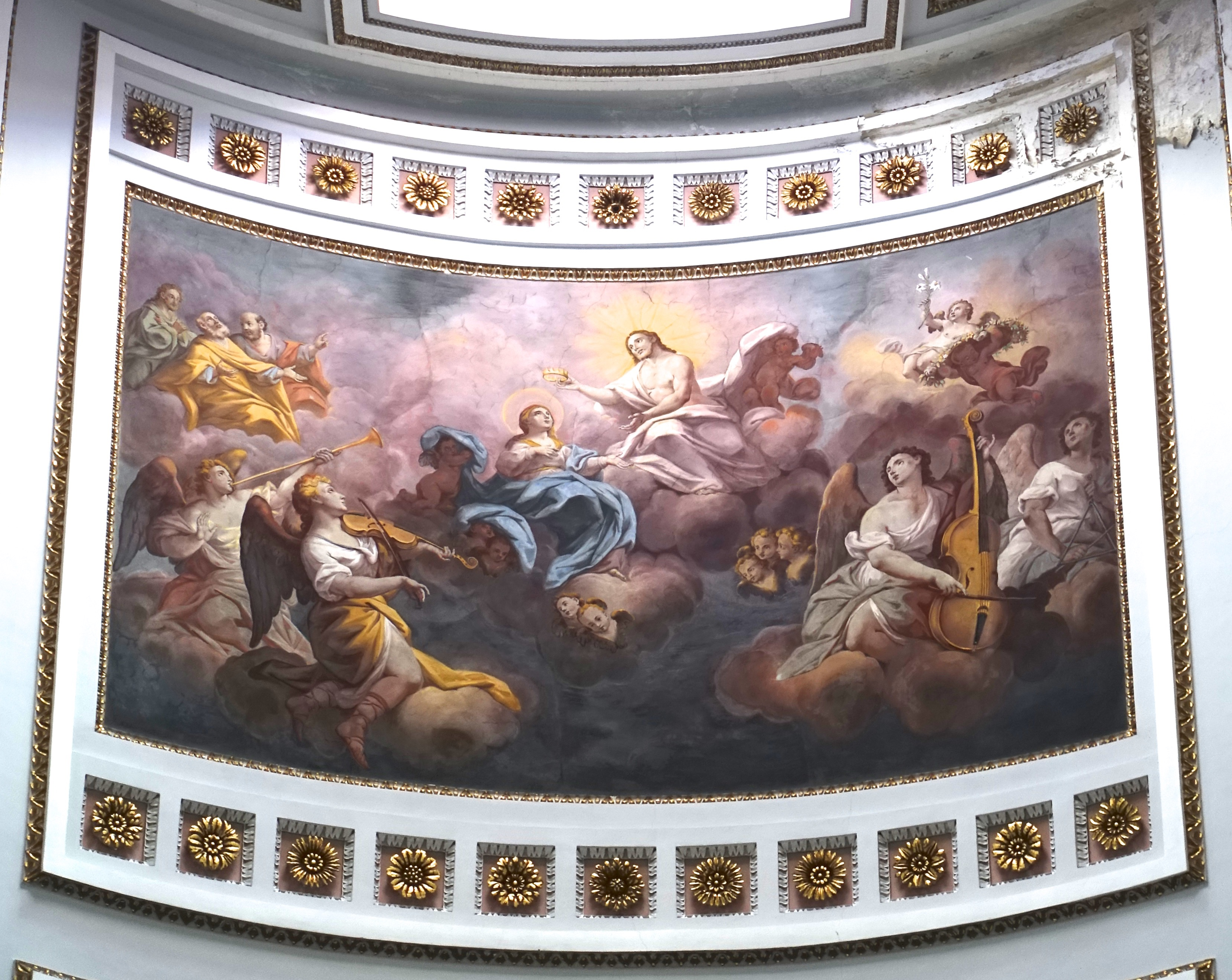

## Sacristía
En la sacristía y demás espacios parroquiales se documenta lo siguiente:
- 1577, Paneles o escudos, objetos de mármol que representan a Santa María Magdalena entre leones rampantes - escudo de la antigua ciudad - el escudo de la familia Perollo y el de la familia Garro-Maurici. Obras creadas por Giandomenico Gagini .
- ?, Martirio de San Lorenzo, cuadro de la iglesia del mismo nombre .
- ?, Martirio de San Pedro, pintura.
- ?, Santos Cosme y Damián, pintura.
- ?, Asunción de María, probablemente un boceto para un fresco en la bóveda de la iglesia de Santa Maria delle Giummare .
- Siglo XV, Santa Maria degli Angeli o Madonna di Loreto, estatua de mármol con dedicatoria en el pedestal de la familia Tagliavia, mecenas de la escultura, obra procedente de la iglesia del convento de San Francisco.
- Siglo XV, Santa Maria di Gesù, estatua de mármol procedente de la iglesia del convento de San Francesco, anteriormente conservada en la iglesia de San Rocco.
- ?, María Magdalena, pintura antigua sobre lienzo, obra de artista desconocido.
- ?, Crucifijo, artefacto de madera, documentado en el centro del techo de la antigua iglesia.
- Salón de San Rocco :
  - ?, San Rocco, pintura, de Giuseppe Sabella.

Sarcófago de Gerardo Noceto † 1545, botánico de Saccenza del siglo XVI, ubicado en una sala de la planta baja, debajo de la sacristía, utilizada como club recreativo.

## Fiestas religiosas
- 2 de febrero, Û vutu, El 1 de febrero de 1626 peregrinación desde la iglesia de Sant'Agostino a la iglesia matriz para implorar ayuda celestial contra la peste. 2 de febrero de 1626, peregrinación de la estatua de la Virgen llevada en procesión por marineros: milagro de recuperación de la peste. Anualmente se celebra la fiesta del santo patrón de Sciacca.
- 15 de agosto, fiesta de la patrona de Sciacca, se renuevan las gracias por la milagrosa intercesión.